# Coptes
Pour les articles homonymes, voir Copte (homonymie).
- Égypte
- + 1,000,000
- + 500,000
- + 200,000
- + 100,000

Les Coptes (en copte : ⲛⲓⲣⲉⲙⲛ̀ⲭⲏⲙⲓ, en arabe : أقباط) sont un groupe ethnoreligieux autochtone arabe d'Afrique du Nord qui habite principalement l'Égypte (Coptes d'Égypte).
Les Coptes sont aujourd'hui les habitants chrétiens d'Égypte. La très grande majorité des Coptes sont membres de l'Église copte orthodoxe dirigée par un primat, mais il existe aussi depuis le XIXe siècle une Église catholique copte, ainsi qu'une Église évangélique copte.
Sur le plan de la doctrine, l'Église copte orthodoxe est fidèle aux trois premiers conciles œcuméniques et est souvent rattachée à tort, comme les Églises arménienne, éthiopienne, et érythréenne, à l'orthodoxie, peut-être parce qu'elle présente une grande similitude de rite. Elle s'en distingue pourtant puisqu'elle se fonde sur les thèses miaphysites condamnées par le concile de Chalcédoine. Les Coptes, comme tous les Égyptiens à l'exception des Nubiens, parlent arabe et la messe se dit dans cette langue mais aussi parfois en langue copte ; les prières du Credo et le Notre Père se disent encore en langue copte, ainsi que la liturgie.
Historiquement, la langue copte est une langue chamito-sémitique qui descend directement de l'égyptien démotique qui était parlé à la fin de Antiquité.
Devant les soubresauts de l'histoire de l'Égypte qui ont fait de la communauté copte une minorité, une diaspora s'est progressivement organisée, notamment au cours du XXe siècle.

## Étymologie
Le substantif,,, copte est un emprunt au latin moderne coptus, attesté en 1636 avec le Prodromus coptus d'Athanasius Kircher. Le latin coptus est attesté dans l'Histoire naturelle de Pline l'Ancien comme désignation de Coptos. Mais le coptus de Kircher serait une adaptation, du latin moderne coptita, attesté en 1583 dans le De emendatione temporum de Joseph-Juste Scaliger. Coptita est lui-même un emprunt, à l'arabe qibṭ ou qubṭ, nom donné par les Arabes, dès le VIIe siècle, aux chrétiens d'Égypte, et serait lui-même emprunté — soit directement, soit par l'intermédiaire du copte Kuptios, Kuptaios — au grec Αἴγυπτος / Aigyptos, nom donné par les Grecs aux Égyptiens,,. C'est pour cette raison, et d'après un contexte historique, que les coptes sont considérés comme les descendants les plus proches des Égyptiens anciens.
Des linguistes estiment que le terme « Copte » provient de l'égyptien ancien qui désignait la ville de Memphis, refuge du dieu Ptah. À la suite des conquêtes arabes de 641, le mot se serait transformé en qubti puis finit par être utilisé par les Arabes pour désigner les habitants de l'Égypte. Le mot hébreu gibtith figure également dans le Talmud au IIe siècle après J.-C..
En français, copte est attesté dès le XVIIe siècle. D'après le Trésor de la langue française informatisé, sa première occurrence se trouve, sous la graphie isolée cofte dans la Relation d'un voyage fait au Levant de Jean Thévenot. La graphie cophte, qui sera employée jusqu'au XIXe siècle, est attestée dès 1690 dans le Dictionnaire universel d'Antoine Furetière. La graphie actuelle copte est attestée dès 1704 dans le Dictionnaire de Trévoux.

## Religion

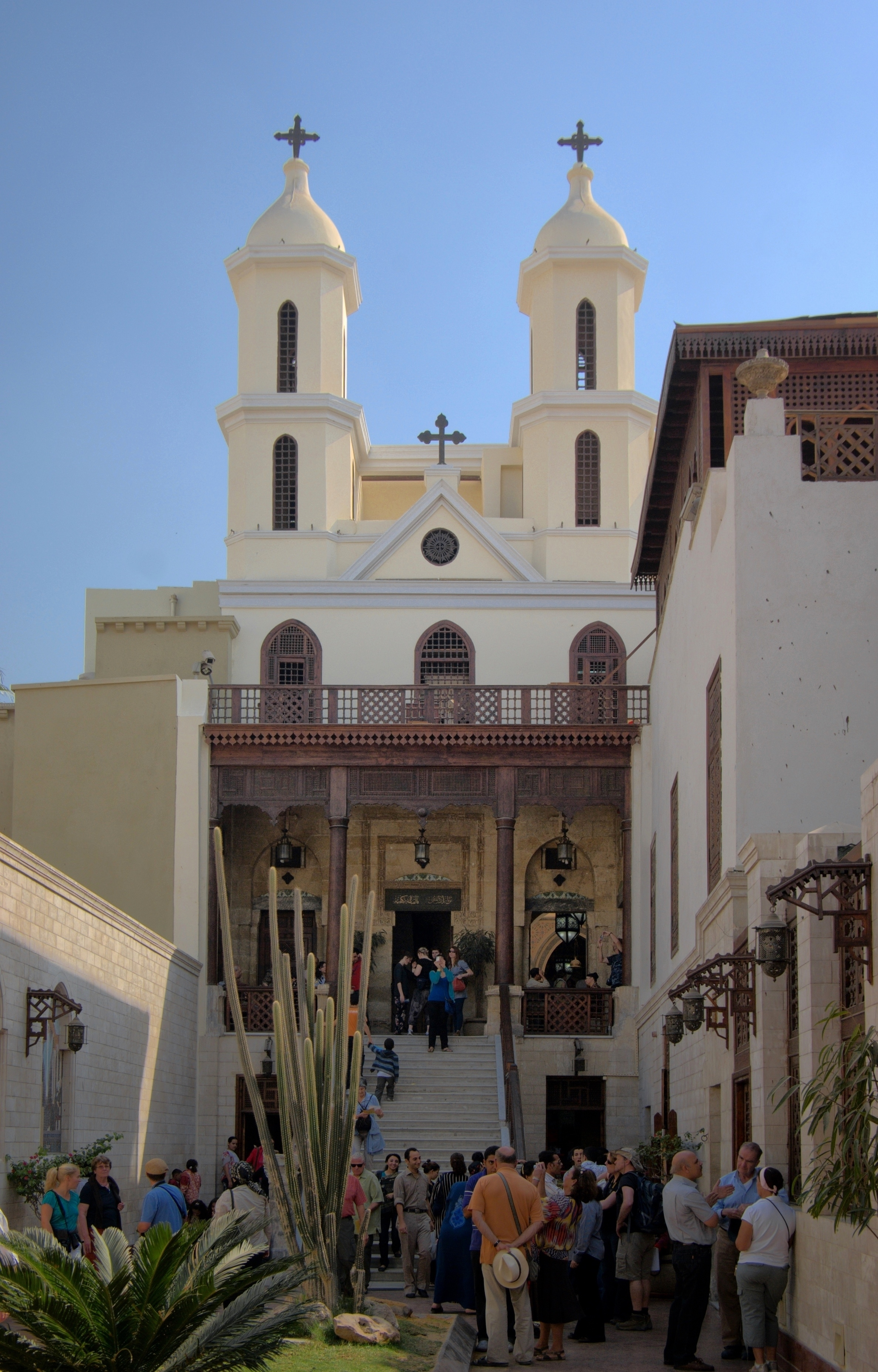
L'église suspendue dans le quartier copte du Vieux Caire.

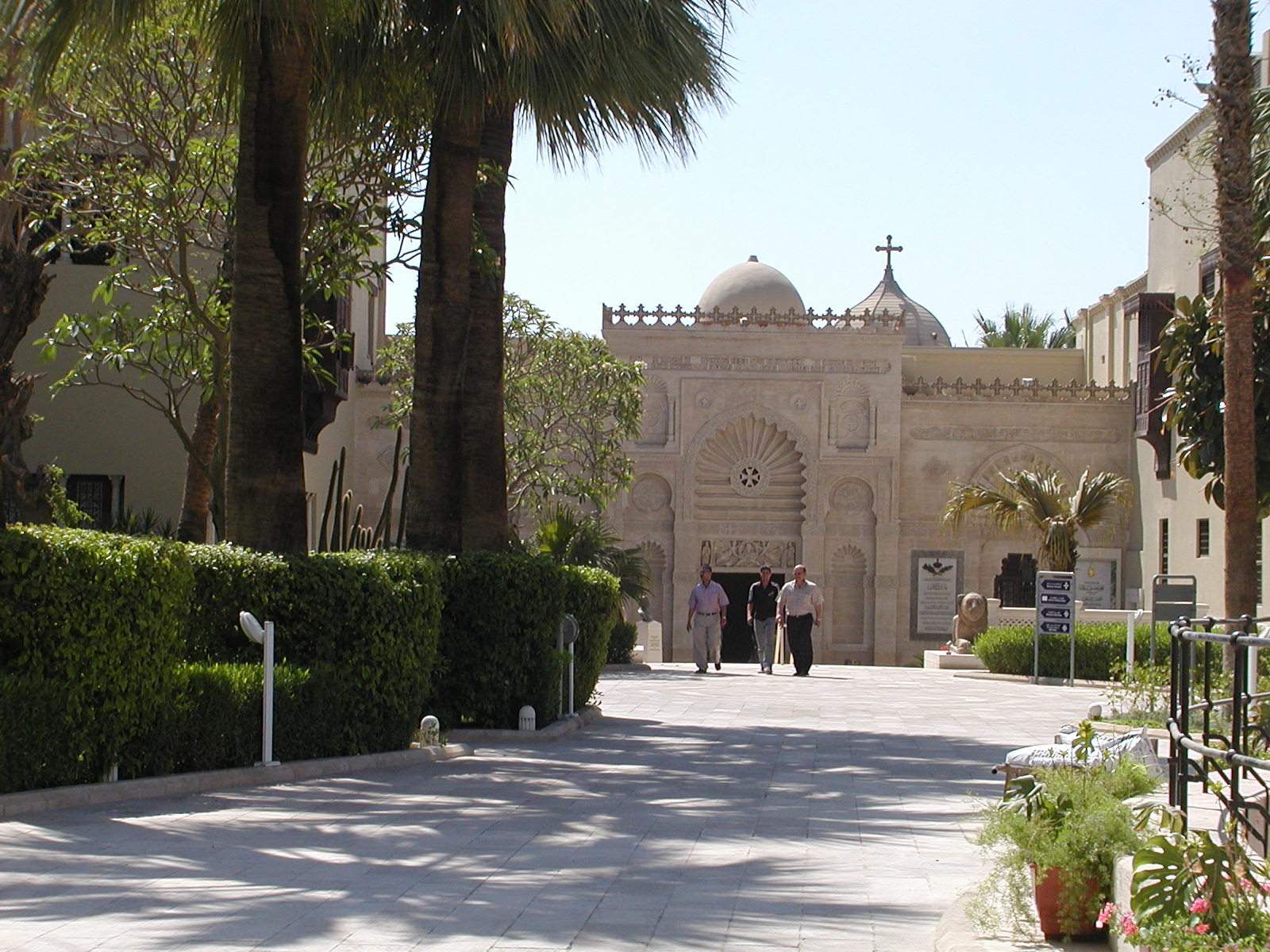
Le musée copte du Caire.

L'Église d'Alexandrie de l'évangéliste Marc, à laquelle les coptes se rattachent, est l'une des plus anciennes Églises chrétiennes au monde. Elle a son propre rite et constitue la plus importante communauté chrétienne du Moyen-Orient. Les coptes se considèrent par ailleurs comme les Égyptiens authentiques, descendants des Égyptiens anciens, de l'époque des pharaons.

Par son histoire, elle est considérée comme l'« Église des Martyrs ». Depuis l'an 303 et la persécution des chrétiens par Dioclétien, les coptes situent le début de l'Église d'Égypte en 284, année du début du règne de cet empereur et de l'entrée dans l'ère des martyrs de Dioclétien.

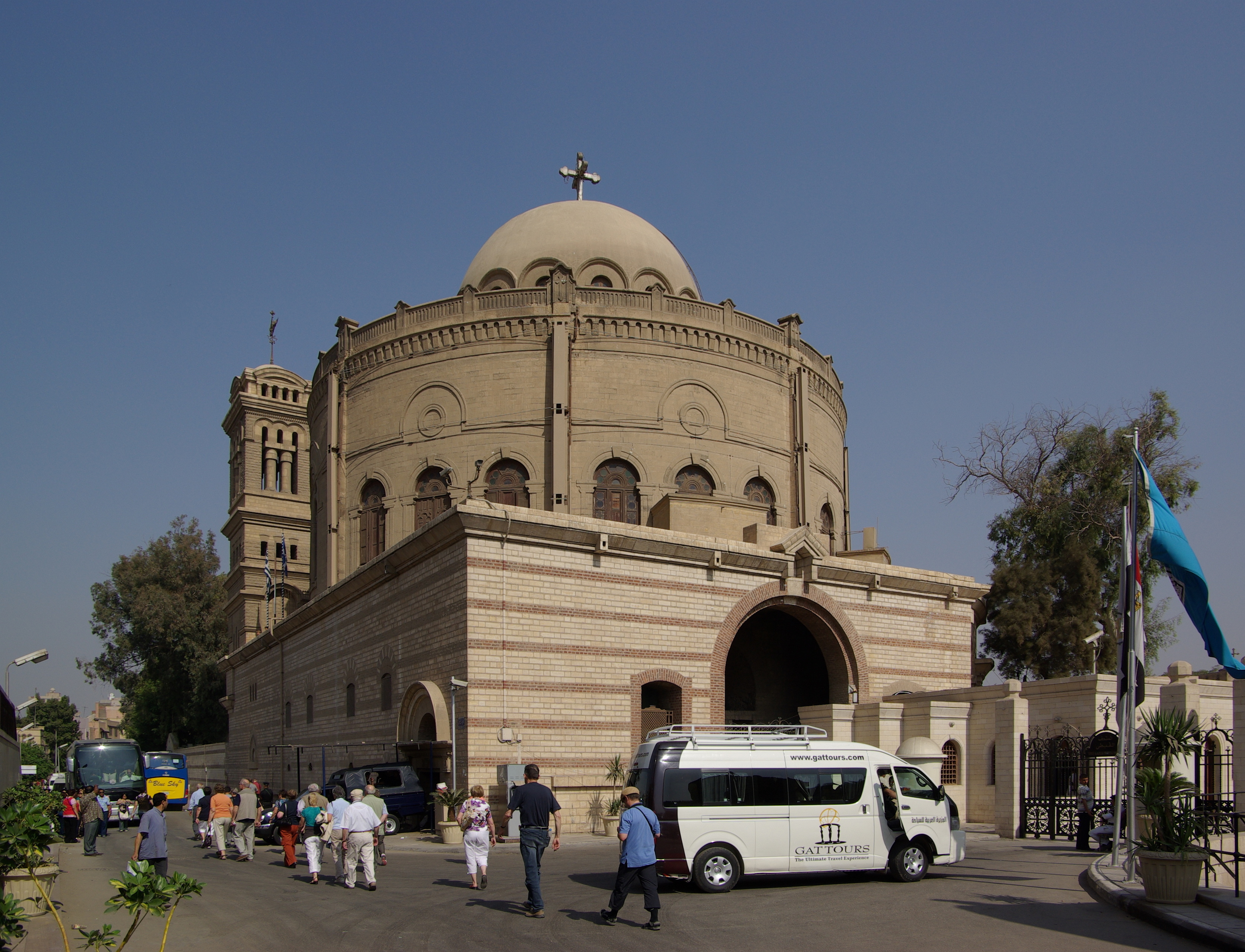
Église Saint Georges, Le Caire.

Le calendrier copte est d'ailleurs généralement nommé « calendrier des Martyrs » et le livre des saints de ce calendrier, le Synaxaire copte relate l'histoire d'au moins un martyr par jour.
Au cours des siècles, l'Église d'Alexandrie a connu des schismes, à l'origine de plusieurs Églises autonomes. Aujourd'hui, 90 % des coptes dans le monde sont membres de l'Église copte orthodoxe dirigée par un primat faisant office à la fois de pape et de patriarche. Une originalité de l'Église copte est l'élection du patriarche par le peuple des fidèles. Aujourd'hui, il doit ensuite être confirmé dans ses fonctions par le gouvernement égyptien.
La liturgie copte est encore plus compliquée que la liturgie orthodoxe à laquelle on la compare souvent. On compte jusqu'à 36 onctions pour le baptême et la confirmation qui sont célébrés simultanément, à la mode orientale ; quant au sacrement des malades, il fait appel, dans sa forme solennelle, à sept prêtres officiants.
Depuis le XIXe siècle existent également une Église catholique copte et une Église évangélique copte.

### Doctrine

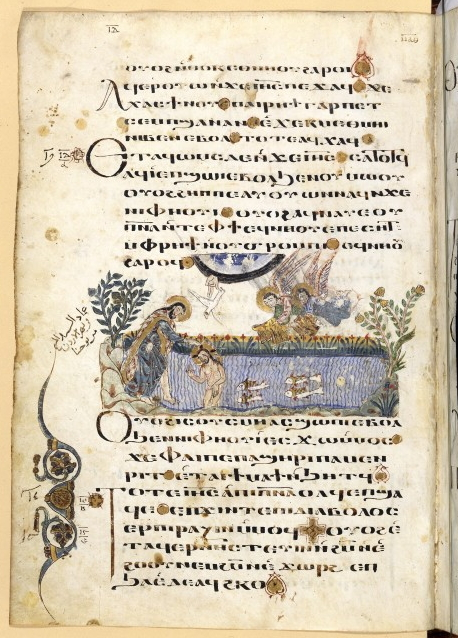
Baptême du Christ, Tétraévangéliaire, XIIe siècle, BNF.

Longtemps on a cru que les coptes professaient le monophysisme d'Eutychès soutenu par Sévère d'Antioche. Cette doctrine affirme que le Christ a une nature unique, d'ordre divin, alors que la plupart des Églises chrétiennes admettent la double nature du Christ, à la fois divine et humaine. Après le rejet du monophysisme par le concile de Chalcédoine en 451, les coptes quittèrent la communion avec l'Église byzantine. Ils constituent depuis lors une Église autonome.

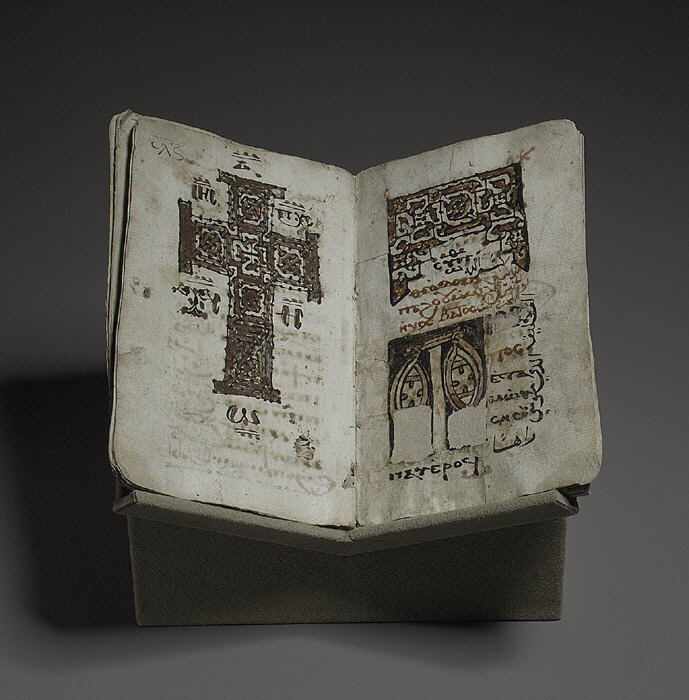
Codex liturgique copte, XVIIe-XVIIIe, Metropolitan museum of Art, New-York.

Cette interprétation doctrinale a servi de prétexte à des persécutions des coptes par les croisés lors de leurs passages en Égypte. En réalité, la position christologique de l'Église copte penche vers le miaphysisme : le Christ a une nature divine, mais « incarnée » (où le divin fait sienne la dimension humaine). Le différend théologique avec l'Eglise Catholique Romaine a été éclairci  et réglé par un accord entre le primat Chenouda III et le pape Paul VI.
La position commune des Églises apostoliques, dont l'Église catholique et l'Église copte, reprend la position christologique d'Athanase d'Alexandrie et de Cyrille d'Alexandrie, tous deux « papes d'Alexandrie et patriarches de la Prédication de saint Marc et de toute l'Afrique ».

## Relations avec l'Église éthiopienne orthodoxe

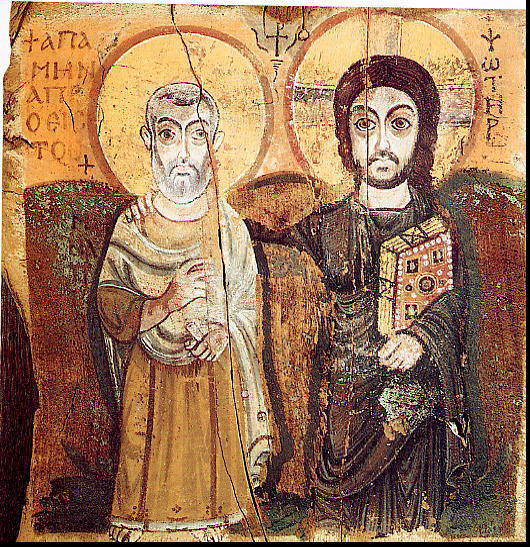
Icône copte représentant le Christ et Ménas.

Évangélisée dès le IVe siècle par des missionnaire égyptiens, l'Éthiopie a suivi le même destin religieux que son tuteur spirituel. L'Église copte d'Égypte a exercé jusqu'au XXe siècle un contrôle sur l'Église orthodoxe éthiopienne, de conviction monophysite, et dont le patriarche était traditionnellement égyptien. Jusqu'en 1929, le chef de l'Église éthiopienne, l'Abuna, était en effet un copte égyptien consacré par le patriarche d'Alexandrie. De 1929 à 1959, il fut choisi parmi les évêques éthiopiens, mais devait toujours être consacré par le patriarche d'Alexandrie et ce n'est qu'en 1959 que l'Église orthodoxe éthiopienne est devenue totalement indépendante.
Contrairement à la situation en Égypte, le christianisme est la religion majoritaire en Éthiopie et compte 20 millions de fidèles soit 45 % de la population. Pourtant il ne présente pas la même vigueur qu'en Égypte et semble souffrir de plusieurs difficultés dont le manque de formation théologique de son clergé.

## Histoire

### Fondation de l'Église d'Alexandrie

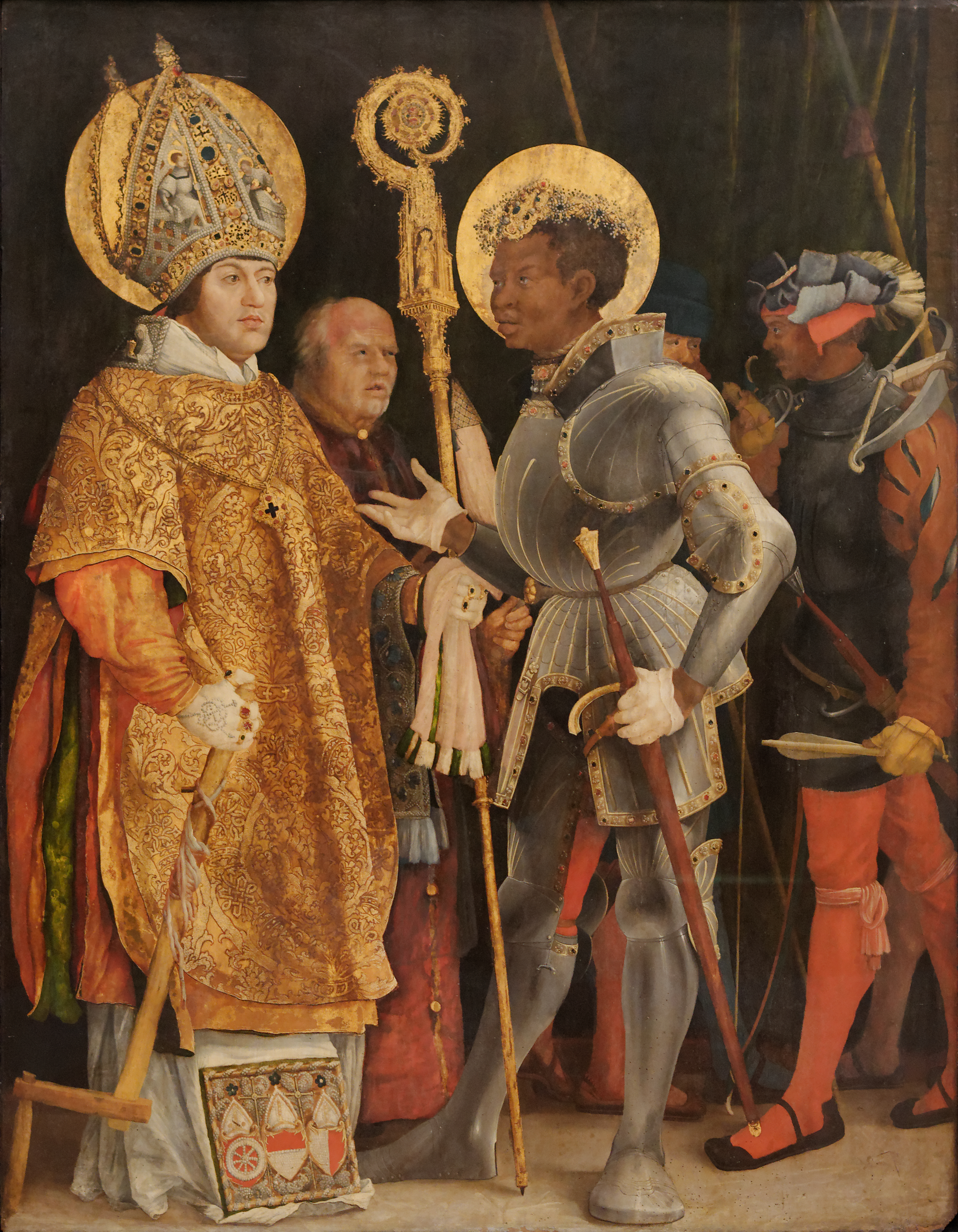
Maurice d'Agaune (à droite en armure) et ses compagnons coptes venus de Thèbes refusèrent le culte impérial et furent massacrés. Huile sur bois de Matthias Grünewald (c 1520-1524).

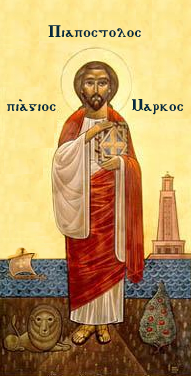
Marc, Saint chrétien.

La conquête de l'Égypte pharaonique par Alexandre le Grand vers 330 av. J.-C. donne naissance à une civilisation originale : celle des Ptolémées, limitée d'abord dans la région du delta du Nil de 323 à 30 av. J.-C. puis étendue à l'ensemble de l'Égypte.
En 30 av. J.-C., l'Égypte devient romaine. Au cours du Ier siècle, le christianisme s'y développe comme dans l'ensemble du bassin méditerranéen. La tradition attribue à l'évangéliste Marc la fondation de l'Église d'Alexandrie, vers l'an 42. Le christianisme égyptien est dynamique, et particulièrement dans son mouvement monachique, avec pour figure emblématique Antoine le Grand, un saint majeur du christianisme et, ultérieurement, un sujet de prédilection pour l'art chrétien. En 328, l'Égypte devient byzantine.

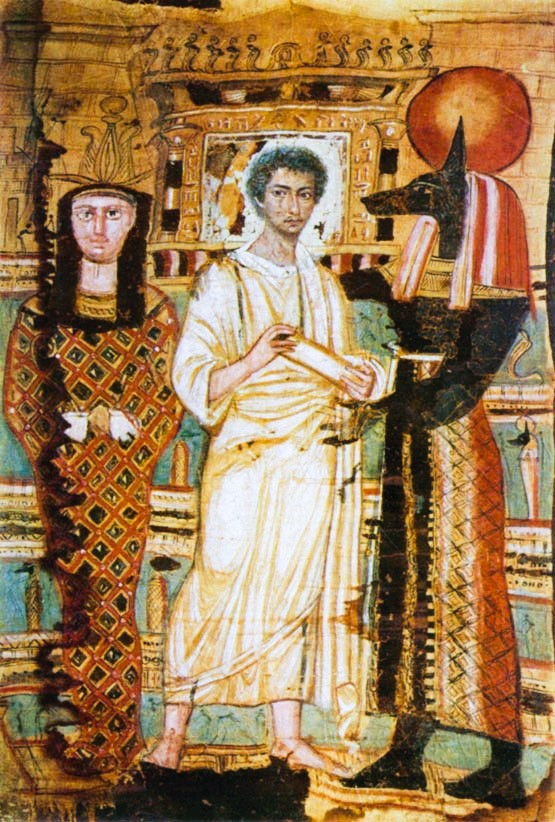
Un homme égyptien avec Anubis, Ptolemaic empire

Les chrétiens d'Égypte ne sont pas épargnés par les nombreux conflits et accusations d'hérésies qui agitent le christianisme à ces époques : ainsi l'arianisme, professé par l'évêque arien d'Alexandrie est condamné, à l'instigation de l'empereur Constantin, par le concile de Nicée (325). Au moment où se constituait la Pentarchie, celle-ci éclata à la suite de la formation d'Églises qui, pour des raisons politiques et culturelles, refusaient les formulations dogmatiques du concile de Chalcédoine (451). Ainsi apparurent, à côté de l'Église impériale byzantine ou « melkite » des Églises qui n'acceptaient pas l'hégémonie de la pensée byzantine et s'inscrivaient dans la continuité de l'école théologique d'Alexandrie. Ces Églises, dont fait partie l'Église copte d'Égypte, ne forment pas un groupe homogène et sont désignées sous le nom « d'Églises orientales non chalcédoniennes ».
En particulier, les jacobites soutenaient que la nature divine de Jésus avait, en quelque sorte, « absorbé » sa nature humaine, de telle manière qu'il n'avait plus que la seule nature divine (en grec, monophysite). En revanche les melkites restaient dans la ligne de l'Église traditionnelle selon laquelle Jésus est à la fois Dieu et homme et a donc pleinement les deux natures, divine et humaine. Il est probable que ce sont des raisons politiques, plus que théologiques, qui ont provoqué le conflit et la sécession. l'Égypte supportait mal de faire partie de l'Empire byzantin,  et le patriarche d'Alexandrie, une fois devenu jacobite, fut suivi par la plus grande partie de son peuple dans sa sécession.

### Domination arabo-musulmane
Persécutés au VIIe siècle par les empereurs byzantins, les Coptes accueillent favorablement les Arabes musulmans comme des libérateurs.
Aux VIIe – XIe siècles, l'Égypte passe successivement sous la domination des Omeyyades, des Abbassides. Aux Toulounides (868-905) et aux Ikhchidides (935-969) succèdent les Fatimides (969-1171) qui ne reconnaissent pas l'autorité de la dynastie des Abbassides, fondée en (750-1258), et se proclament califes. La dynastie des Ayyoubides (1171-1250) de Saladin est suivie de la garde turque des mamelouks. Durant toute cette période, les Coptes, considérés comme des « gens du Livre », conservent leurs patriarches.
Le traumatisme passé du déchirement politique et religieux entre Constantinople et Alexandrie explique sans doute que, deux siècles plus tard, les Égyptiens aient opposé une faible résistance à la pénétration de l'islam. Le désir de se débarrasser de la tutelle de Constantinople était toujours aussi fort et l'Église était encore très affaiblie par ses querelles théologiques internes. 
La masse de la population égyptienne se convertit progressivement à l'islam mais les coptes restèrent majoritaires jusqu'au XIVe siècle. C’est vers le Xe siècle que la langue copte commença à être reléguée au seul usage liturgique, l’arabe la supplantant comme langue vivante. 
Face à des politiques changeantes, les Coptes se révoltèrent à plusieurs reprises durant cette période, notamment dans le delta, et la répression par le pouvoir fut alors sévère. Des persécutions eurent lieu au XVIe siècle sous les règnes des Fatimides puis des Turcs. Certains coptes s'exilèrent en Éthiopie, y développèrent l'Église chrétienne et participèrent au commerce en Afrique de l'Est entre l'Éthiopie, l'Arabie, l'Inde, l'Indonésie et le pays d'Himyar.
La conquête de l'Égypte des Mamelouks, qui connaît une période de déclin économique, par le sultan ottoman Sélim Ier en 1517, ouvre une nouvelle période d'exil pour les coptes. Désormais province ottomane, l'Égypte est gouvernée par un pacha nommé chaque année par Constantinople.

### XIXesiècleetXXesiècle
Entre 1798 et 1801, l'Égypte est occupée par les troupes françaises de Bonaparte puis Kléber et Menou.
Au départ des Français, La Sublime Porte nomme Méhémet Ali pacha. Il s'émancipe très vite de l'autorité ottomane et se fait reconnaître pacha à vie. Sous son règne, l'Égypte se modernise et les Coptes comme les autres Égyptiens peuvent accéder à l'éducation et à des postes élevés. Expansion de l'Égypte jusqu'au Soudan, participation à l'ouverture du canal de Suez, à la faveur de l'influence britannique (protectorat de 1914) certains Coptes envoient leurs enfants dans les universités anglaises. Enfin, une minorité se rallie à l'Église catholique et finde l'Église catholique copte.

### XXIesiècle

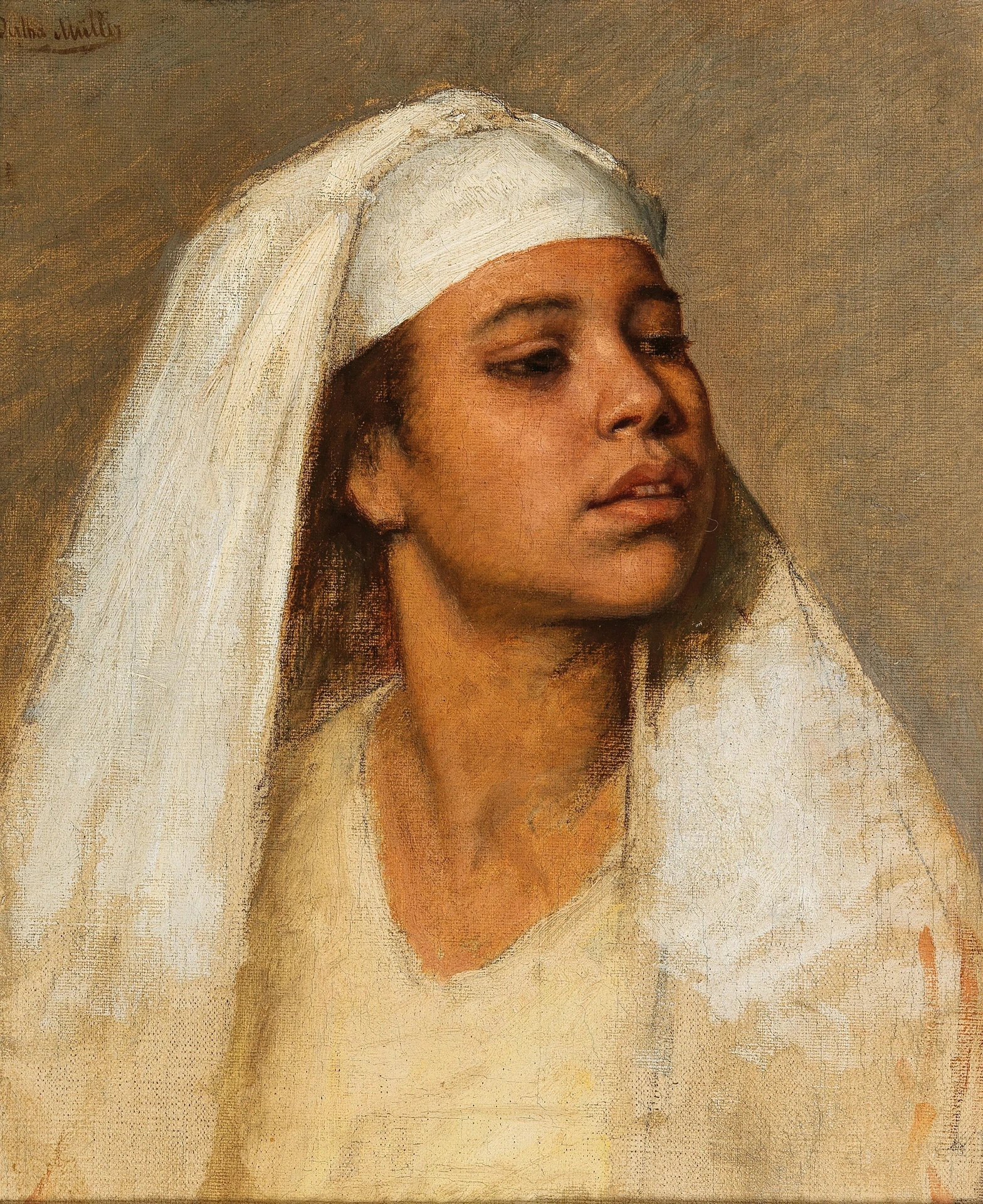
Portrait d'une copte par Bertha Müller (vers 1900).

Le 1er janvier 2011 demeure une journée noire pour la communauté Copte. Un attentat commis le soir du Nouvel An devant une église Copte d'Alexandrie (Égypte) contre des fidèles fait 21 morts et 79 blessés,. S'ensuivent plusieurs jours d'indignations et de protestations de la part de la minorité religieuse Copte, ainsi que divers affrontements avec les forces de l'ordre égyptiennes. Cet événement relance une conscience des enjeux portant sur les populations chrétiennes du Moyen-Orient, et leur sécurité.

La communauté Copte participe activement à la révolution égyptienne du 25 janvier 2011. Les jeunes Coptes fraternisant avec les jeunes laïcs et musulmans sur la place Tahrir au Caire. Pourtant, une rupture entre les Coptes et le pouvoir militaire issu de la révolution (Conseil supérieur des forces armées) intervient le 9 octobre 2011, à la suite de la répression brutale par l'armée d'une manifestation Copte, initialement non violente et visant à obtenir l'accès des Coptes aux plus hautes fonctions publiques, la suppression de la référence à la charia dans la Constitution et de la mention de l'origine religieuse sur la carte d'identité égyptienne. Les chars font 60 morts parmi les manifestants rue Maspéro au Caire.

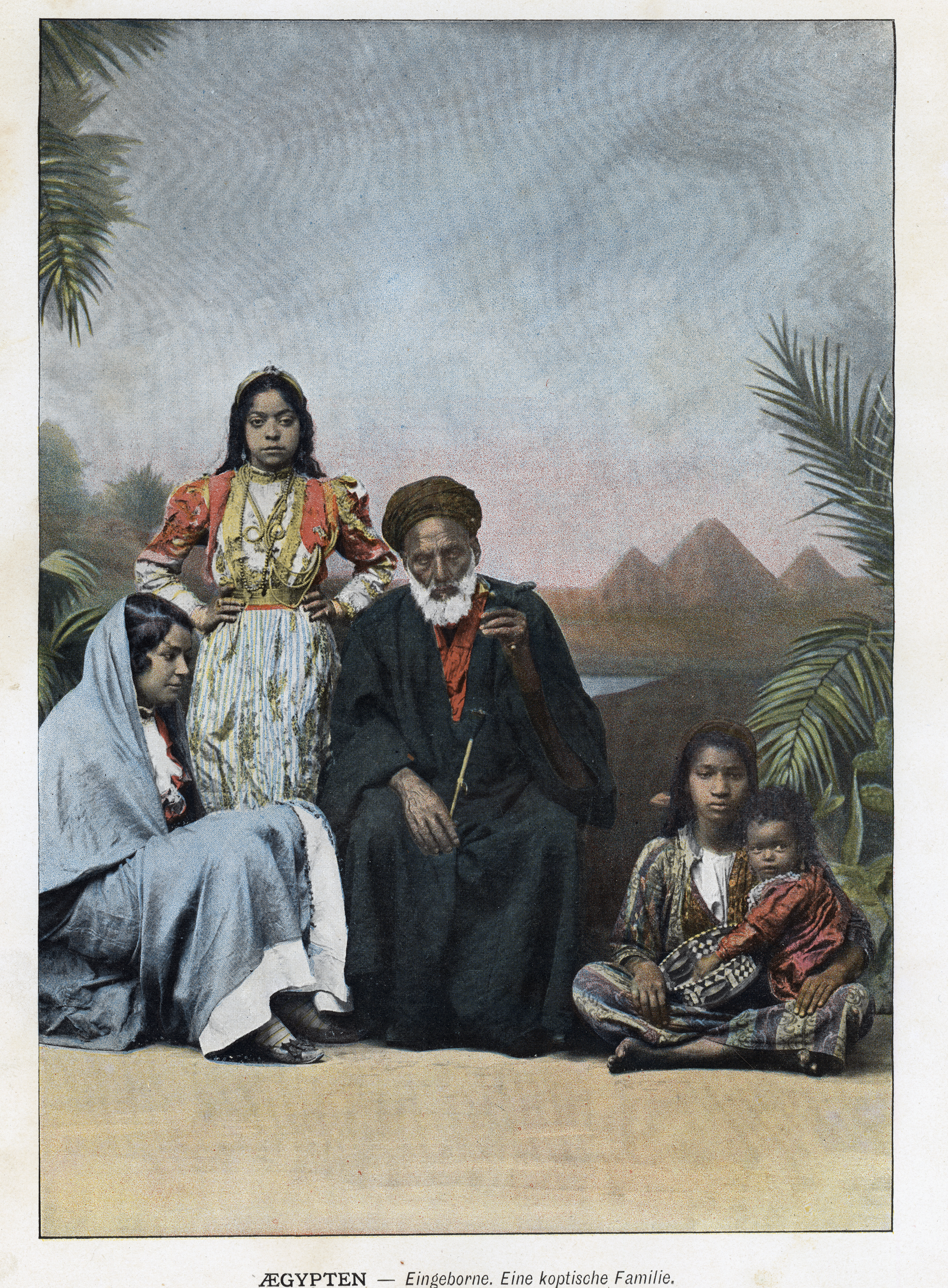
Une famille copte au XIXe siècle – Égypte.

Soutenant le coup d'État du 3 juillet 2013 en Égypte contre le président Mohamed Morsi à la suite de ses abus de pouvoir, les Coptes sont pris pour cible par les Frères musulmans, notamment en août 2013, où ils sont victimes de violences. Pour Tewfik Aclimandos, chercheur au Collège de France, « les Frères et leurs alliés ont brûlé une cinquantaine d’églises, s’en sont pris à des établissements et des commerces coptes, et ont agressé des passants qui portaient la croix ». Considérant que les islamistes ont une responsabilité dans la répression d’août 2013 ayant « fermé la porte à un compromis politique et sciemment joué la carte du pire » puis « fait le maximum soit pour que le gouvernement plie soit pour qu'il y ait un bain de sang », il note que « les coptes sont clairement menacés » et que « la Confrérie [des Frères] est farouchement antichrétienne »,.
Le 10 avril 2017, les attentats du dimanche des Rameaux font au moins 52 morts et 119 blessés.
Le 26 mai 2017, un attentat visant un car transportant des fidèles Coptes fait au moins 28 morts, et 25 blessés.
Le 2 novembre 2018, un attentat visant un bus transportant des fidèles Coptes vers un monastère fait sept morts et 14 blessés.

## Nombre

### En Égypte

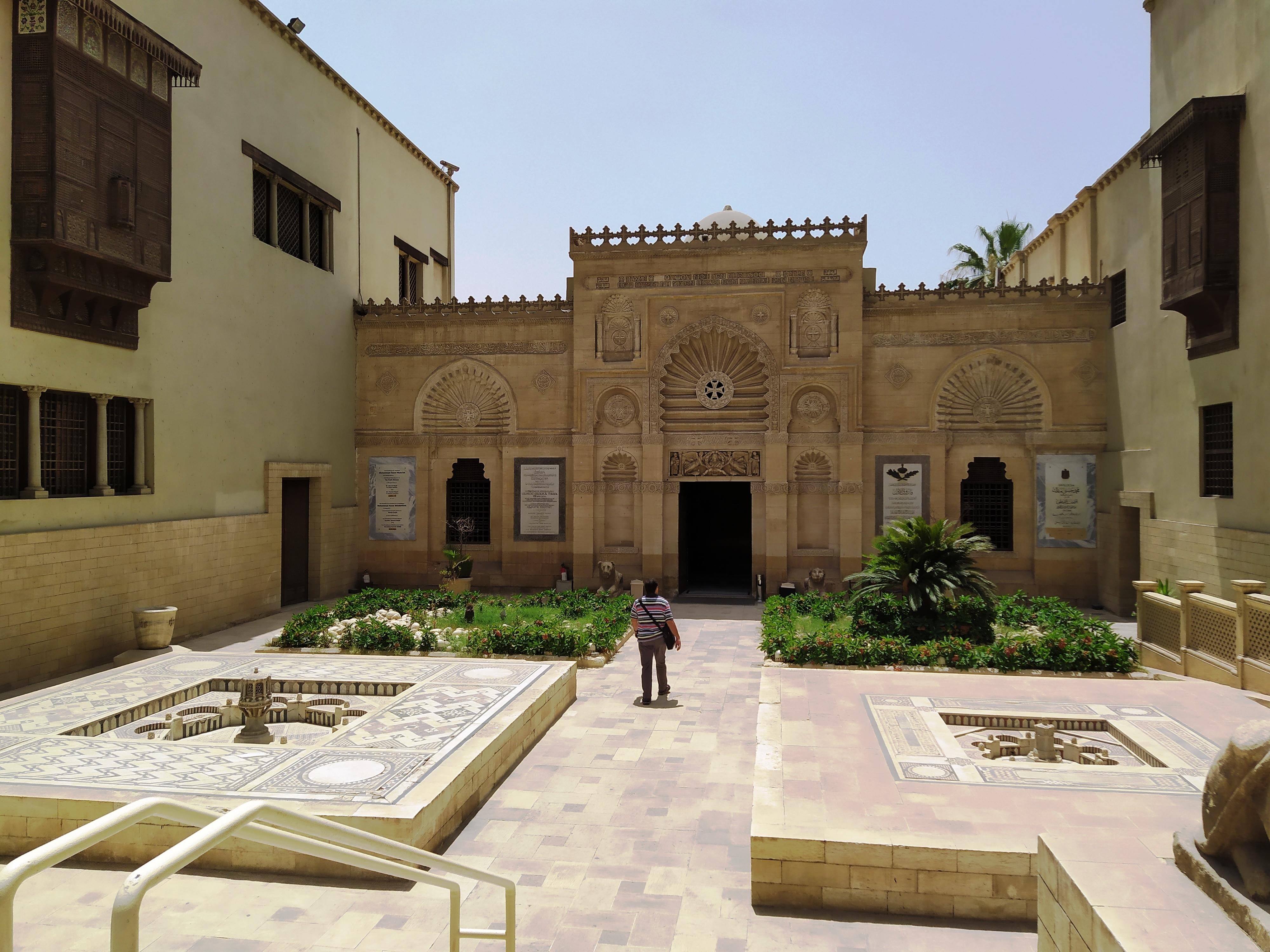
Musée copte du Caire.

Le nombre de Coptes est l'un des secrets les mieux gardés en Égypte. On admet un chiffre moyen de 7,5 millions de Coptes, ce qui fait 10 % de la population égyptienne et constitue la plus importante minorité chrétienne dans le Proche-Orient arabe. 

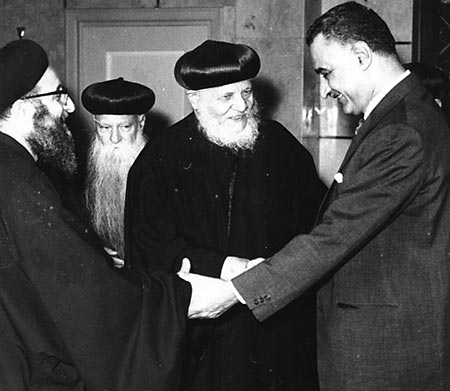
Le président Gamal Abdel Nasser accueille une délégation d'évêques coptes.

L'Église copte orthodoxe avance le chiffre de 12 millions de fidèles, ce qui ferait 15 % de la population. Vers l'an 1700, on évaluait ses effectifs à seulement 100 000 fidèles soit 3 % des trois millions d'Égyptiens de l'époque et il n'y avait que 12 diocèses contre 24 aujourd'hui, ce qui témoigne de la vigueur de la communauté treize siècles après l'islamisation du pays.
À l'issue du scrutin de novembre et décembre 2010, trois coptes ont été élus au parlement égyptien ; s'y sont ajoutés sept députés coptes nommés par décret par le président Hosni Moubarak sur les dix qu'il peut désigner à l'Assemblée du peuple. Sur un total de 518 députés, le parlement compte donc dix coptes (soit 1,93 %). 

### Dans le reste de l'Afrique
Il existe une grande minorité copte en Érythrée et Éthiopie, par contre petite minorité copte au nord du Soudan et en Libye (voir : Coptes de Libye).

### La diaspora copte

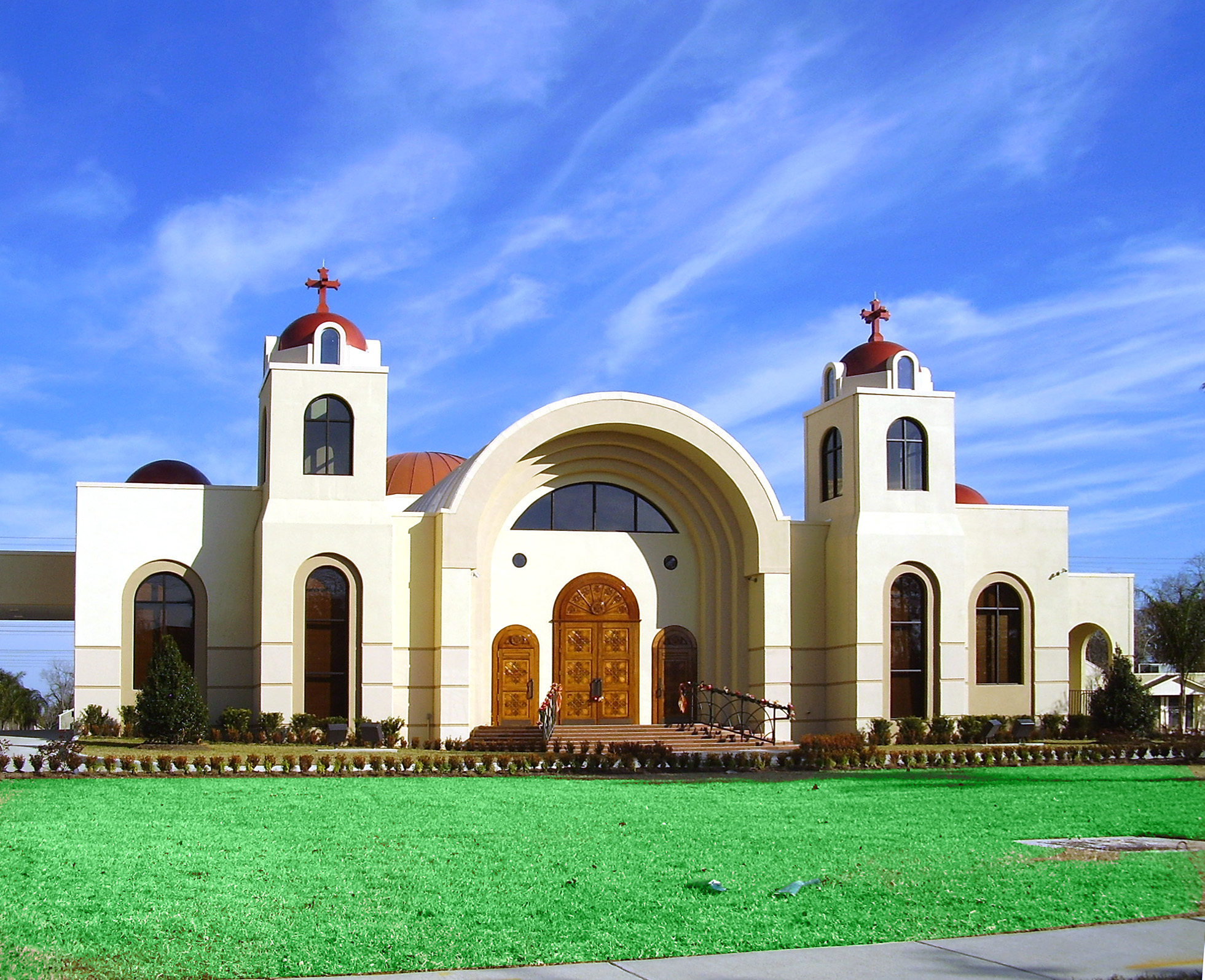
Église copte orthodoxe Saint-Marc à Bellaire, Texas

Les coptes ont participé aux soubresauts de l'histoire en Égypte. Qu'ils soient zabalin (éboueurs) des quartiers pauvres du Caire, commerçants, intellectuels, agriculteurs dans le delta du Nil, bureaucrates ou religieux, héritiers de vieilles familles alexandrines, enrôlés de gré ou de force dans les armées ottomanes, marginalisés ou englobés, les coptes ont survécu. Ils ont rarement été distingués de l'ensemble de la population, que ce soit par les Arabes, les Français ou les Anglais. Le bibliste Frédéric Manns écrit : « Les coptes ne sont pas des arabes, les Égyptiens non plus » ; de ce point de vue, les coptes ne se distinguent pas des autres habitants d’Égypte, du Moyen-Orient et d'Afrique du Nord ; Fr. Manns précise à ce sujet : « La plupart des pays dits arabes ne sont pas habités par des Arabes. Ils ont été arabisés », les seuls Arabes d'origine étant ceux de la péninsule arabique. Ce qui les distingue absolument et cela à tous les siècles, c'est leur attachement à la religion chrétienne et à leur langue (langue morte aujourd'hui). De fait, cette différenciation devient extrêmement sensible lors des tensions inter-religieuses avec le groupe dominant musulman. Dernièrement le fanatisme religieux a fait fuir nombre de coptes en Europe du Sud, en Méditerranée orientale (Chypre, Syrie, Istanbul, Liban, Malte, Arménie), au Canada et jusqu'en Australie.
Les tensions religieuses et les difficultés économiques poussent de plus en plus de coptes vers l'exil. Ainsi entre 250 000 et 500 000 fidèles seraient exilés aux États-Unis.
La France compte une diaspora copte relativement importante. Estimée à environ 45 000 personnes, elle est composée d'Égyptiens et de descendants d'Égyptiens venus surtout durant les années 1970. Au Royaume-Uni vivent environ 20 000 coptes. Entre 6 000 et 7 000 coptes vivent en Allemagne. Les Pays-Bas comptent entre 5 000 et 6 000 coptes.

## Culture

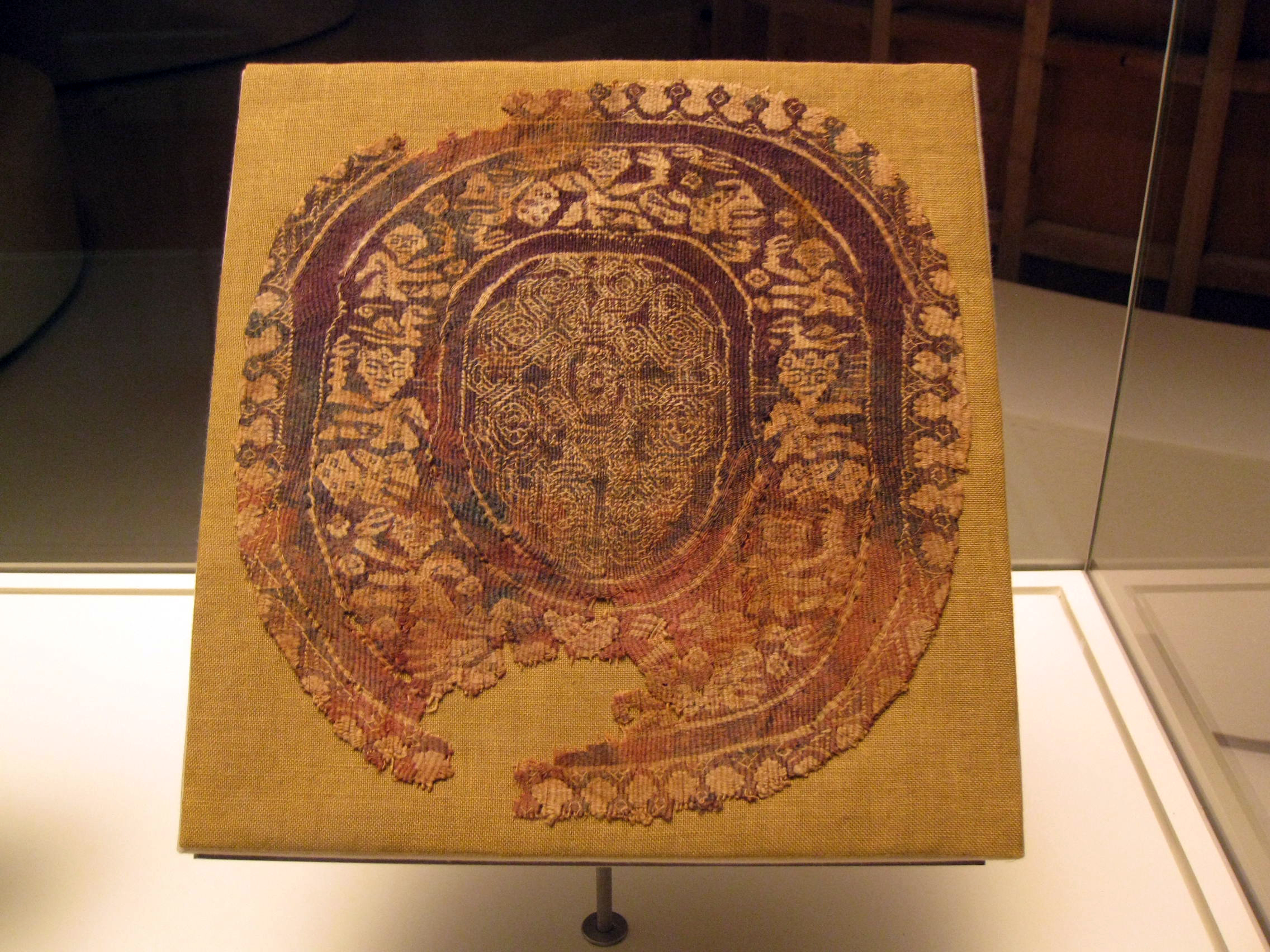
Textile copte du. Palais national, Barcelone.

La culture copte est une culture de type « méditerranéen ». Les femmes ont depuis peu accès à des postes à responsabilité mais les statistiques sont rares compte tenu de la faible représentation numérique des coptes en Égypte.

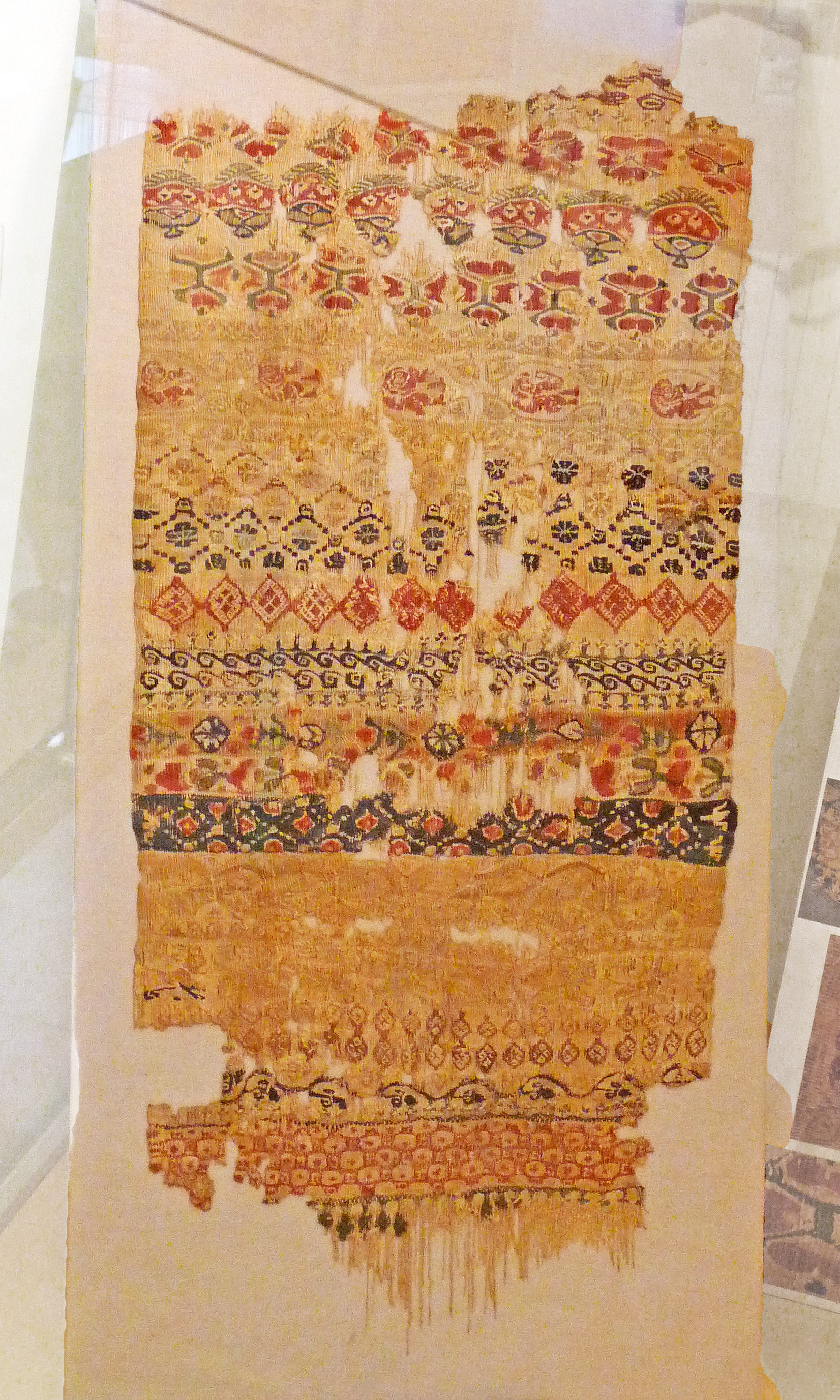
Tenture copte. Musée d'histoire naturelle et d'ethnographie de Colmar.

Les coptes sont reconnaissables à quelques traits spécifiques : tatouage de la croix à l'intérieur du poignet, prénoms puisés dans la Bible (David, Samuel), ou empruntés à l'Occident (Émile, William…) ou dans l'« héritage pharaonique » : noms de souverains comme Ramsès, de divinités comme Isis ou Wissa ou simplement de l'« ancienne langue pharaonique » tels Besada (lumière), Pacôme (aigle), Pishay (fête), Pahor (appartenant au dieu Hor), Banoup (appartenant au dieu Anoup).

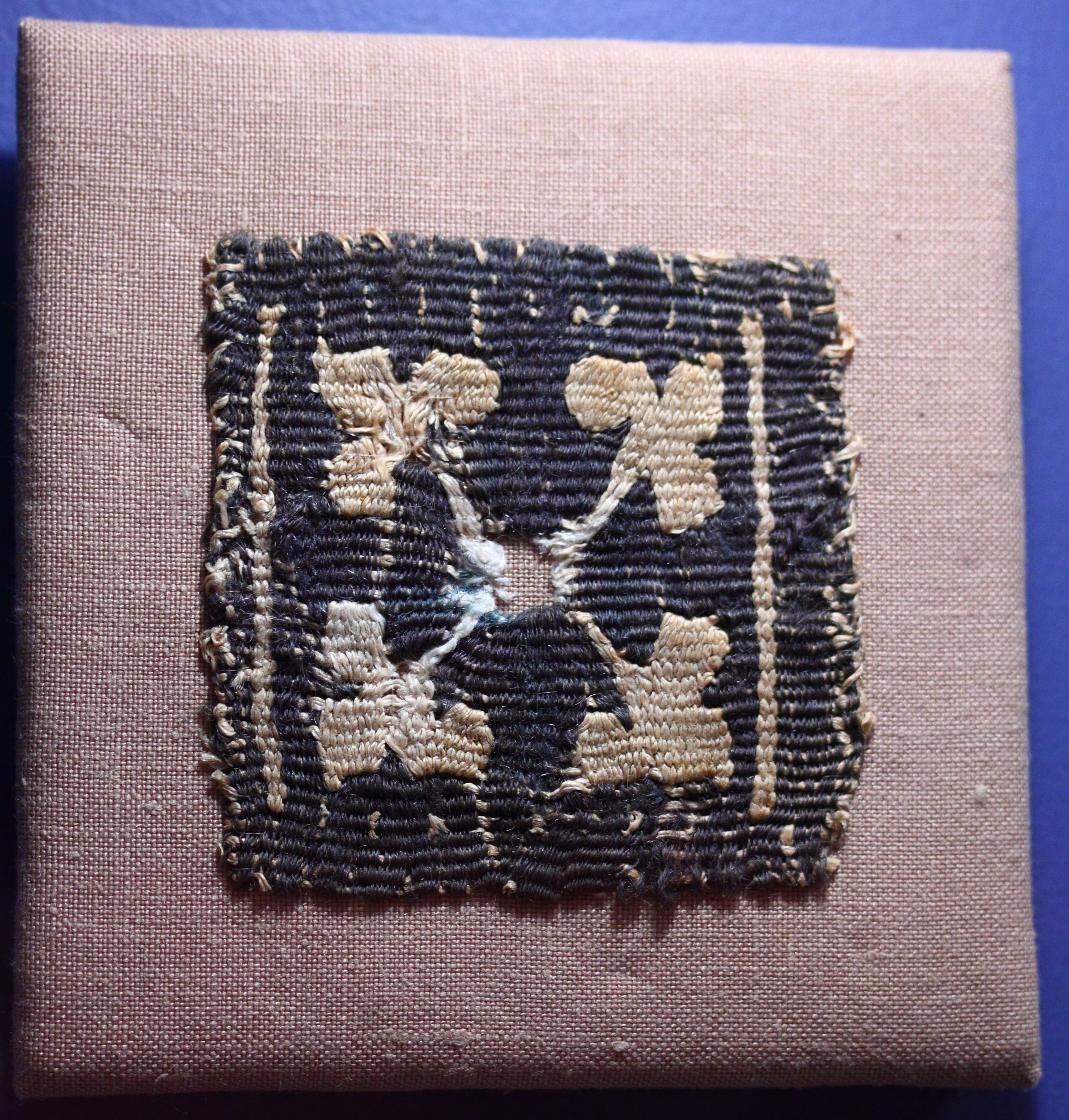
Tapisserie copte (VIIIe siècle), Antinooupolis, Musée des Beaux-Arts de Rennes.

Quasi végétariens, les coptes pratiquent le jeûne toutes les semaines. Leurs carêmes canoniques dépassent la moitié des jours de l'année et ne se concentrent pas sur une seule période. La messe est dite en trois langues (arabe, copte, grec) et la liturgie célèbre, entre autres, le Nil (l'ancienne divinité hapi), source de fécondité pour la terre.

Les coptes sont presque exclusivement endogames. Le mariage (monogamique et indissoluble, sauf en cas d'adultère) est un « mystère », c'est-à-dire un sacrement pour les orthodoxes. La plupart des étapes importantes de la vie sont réglées par la foi chrétienne orthodoxe (baptême, mariage, etc.). L'ensemble des historiens soulignent la position importante de la femme (divorce, dot, héritage sont encore reliés aux pratiques de l'ancienne Égypte favorables à l'épouse).

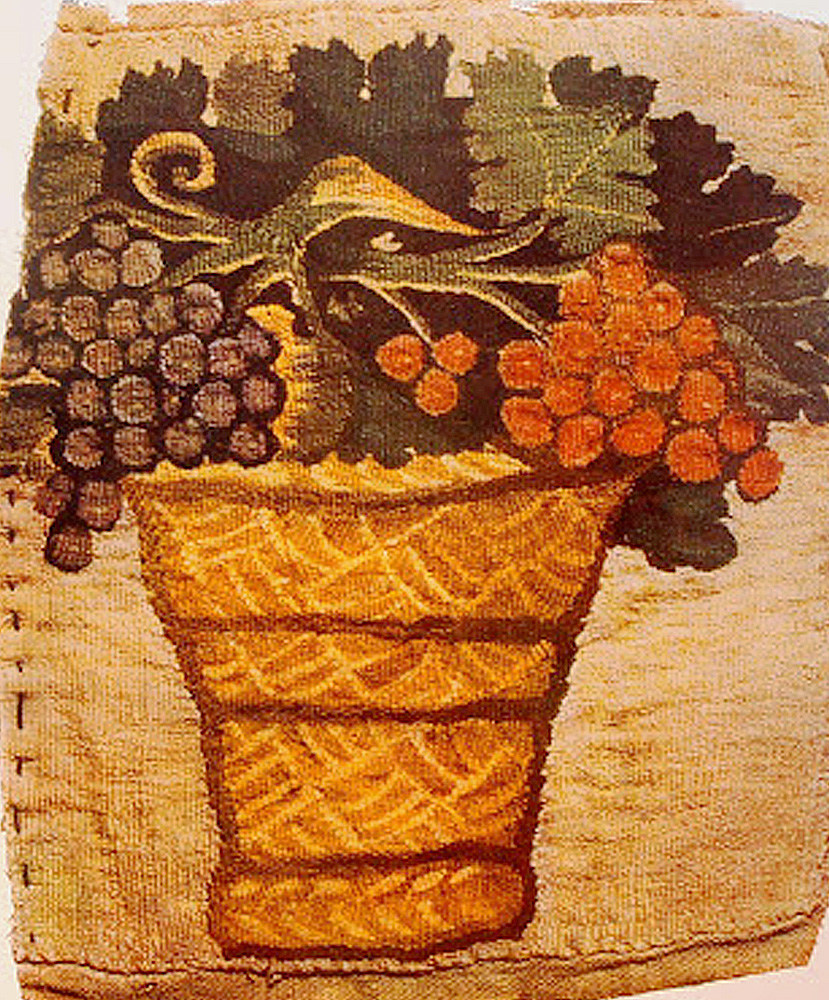
Textile copte du IVe siècle, musée Pouchkine, Moscou.

Le copte, langue vivante jusqu'au XVIIe siècle, servit à Jean-François Champollion lors de ses études sur les hiéroglyphes. Elle n'est actuellement qu'une langue liturgique, comme le latin en Europe.
La vigueur de l'Église copte s'explique par la grande solidarité dont témoignent ses membres, comme c'est souvent le cas des minorités menacées. La conscience d'être copte n'implique pas forcément une pratique religieuse fervente et l'importance de la communauté copte n'est pas forcément très apparente. Les vieilles églises coptes sont des bâtiments rectangulaires très simples, pour des raisons de discrétion compréhensibles dans un pays à majorité musulmane.
Les textiles coptes sont particulièrement réputés, des vestiges remontant au IIIe siècle. Grâce au climat sec d'Égypte, leurs couleurs ont été bien conservées. Ils ont en particulier été présentés en France lors de l'exposition universelle de 1900 et ainsi été source d'inspiration pour plusieurs artistes dont Henri Matisse, lui-même issu d'une famille de tisserands. La qualité de cet artisanat vaut à ces étoffes d'être dans les collections de nombreux musées.

### Quelques coptes célèbres
- Liste de personnalités coptes (en)
- Boutros Boutros-Ghali, ancien secrétaire général des Nations unies ;
- Louis Awad (en), écrivain ;
- Daoud Abdel Sayed, cinéaste ;
- Salama Moussa, écrivain ;
- Meriam George, Miss Égypte 2006 ;
- Henry Barakat, cinéaste ;
- Naguib Sawiris, homme d'affaires ;
- Ramsès Wissa Wassef, architecte ;
- Iris Habib Elmasry, historienne ;
- Labib Habachi, égyptologue ;
- Adel Iskandar, intellectuel et journaliste ;
- Kamal el-Mallakh, égyptologue ;
- Halim El-Dabh, compositeur ;
- Youssef Boutros Ghali, économiste ;
- Hany Ramzy, footballeur ;
- Nagui Asaad, athlète ;
- Ghada Shouaa, championne olympique d'heptathlon en 1996 ;
- Rami Malek, acteur ;
- Mena Massoud, acteur.
- Jean Messiha, haut-fonctionnaire et homme politique ;
- Xavier Dolan, réalisateur québécois, né Dolan-Tadros, d'origine copte par son père ;
- Laila Abou Saif, essayiste, metteuse en scène et féministe.